# Sarah Palin
Pour les articles homonymes, voir Palin.
Ne doit pas être confondu avec Sara Dallin.
Sarah Palin, née Sarah Louise Heath le 11 février 1964 à Sandpoint (Idaho), est une femme politique américaine, membre du Parti républicain.
En 2006, elle est élue 9e gouverneur de l'Alaska, devenant la première femme et plus jeune élue à accéder à ce mandat.
Lors de l'élection présidentielle de 2008, elle est la candidate républicaine à la vice-présidence des États-Unis, en tant que colistière de John McCain ; après la démocrate Geraldine Ferraro en 1984, elle est la seconde femme à être candidate d'un grand parti à cette fonction. L'année suivant la défaite du ticket républicain, elle démissionne de son mandat de gouverneur.
Égérie du Tea Party et tête de file des « Mamas Grizzlies », elle est ensuite éditorialiste pour Fox News Channel et présente la série documentaire Sarah Palin's Alaska sur TLC. Elle soutient notamment Donald Trump dans sa campagne présidentielle de 2016, puis échoue de justesse à être élue représentante des États-Unis en 2022.

## Biographie

### Jeunesse
Née le 11 février 1964 à Sandpoint, dans l'État américain de l'Idaho, Sarah Louise Heath est la fille de Charles R. « Chuck » Heath, professeur de sciences naturelles et de Sarah « Sally » Heath, née Sheeran. Alors qu'elle est encore en bas âge, sa famille emménage dans la petite ville de Wasilla, en Alaska, à 69 km au nord-est d'Anchorage. Elle a des origines allemandes, britanniques et irlandaises.
Après avoir été capitaine et entraîneur des Warriors de Wasilla, l'équipe féminine locale de basket-ball qu'elle conduit à la victoire au championnat de l'État (1982), elle remporte le concours de beauté de Miss Wasilla en 1984 puis finit première dauphine de Miss Alaska, ce qui lui permet d'obtenir une bourse universitaire. Après être successivement passée,,, par l'Hawaii Pacific University à l'été 1982, le North Idaho College (printemps – été 1983), l'université de l'Idaho (été 1984 – printemps 1985) et le Matanuska-Susitna College (été 1985), Sarah Palin retourne à l'université d'Idaho au printemps 1986 et obtient au printemps 1987 un Bachelor of Science en communication et journalisme avec option science politique.
De 1987 à 1989, elle est journaliste sportive pour KTUU-TV à Anchorage,,, ainsi que pour le Mat-Su Valley Frontiersman, avant de retourner à Wasilla.

## Carrière politique

### Débuts

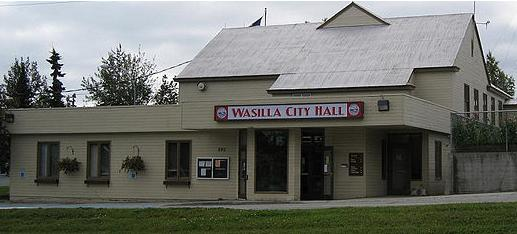
Mairie de Wasilla.

En 1992, Sarah Palin est élue au conseil municipal de Wasilla,. Après deux mandats de conseillère municipale, elle est élue maire de la ville en 1996,. Réélue en 1999, elle devient la même année présidente de l'association des maires d'Alaska.
En 2002, elle se présente comme candidate républicaine au poste de lieutenant-gouverneur de l'État mais elle est battue par Loren Leman (27 % contre 29 %).
Quand Frank Murkowski est élu gouverneur, il abandonne son siège de sénateur au Congrès des États-Unis et nomme pour le remplacer sa propre fille, Lisa Murkowski. En effet, en Alaska comme dans de nombreux États américains, le remplaçant d'un sénateur en cours de mandat est nommé par le gouverneur. Cette nomination controversée conduira à un référendum en Alaska qui modifiera la procédure de nomination sur un poste sénatorial vacant dans cet État.
En 2003, Frank Murkowski nomme Palin à la commission des réserves gazières et pétrolières d'Alaska, dont elle démissionne en 2004 pour protester contre le manque d'éthique des chefs républicains d'Alaska, notamment du président, Randy Ruedrich, également membre de la commission.
Lors des primaires républicaines pour l'élection du gouverneur en 2006, elle remporte 51 % des suffrages contre 30 % pour John Binkley et 19 % pour l'ancien gouverneur Frank Murkowski.

### Gouverneur de l'Alaska (2006-2009)

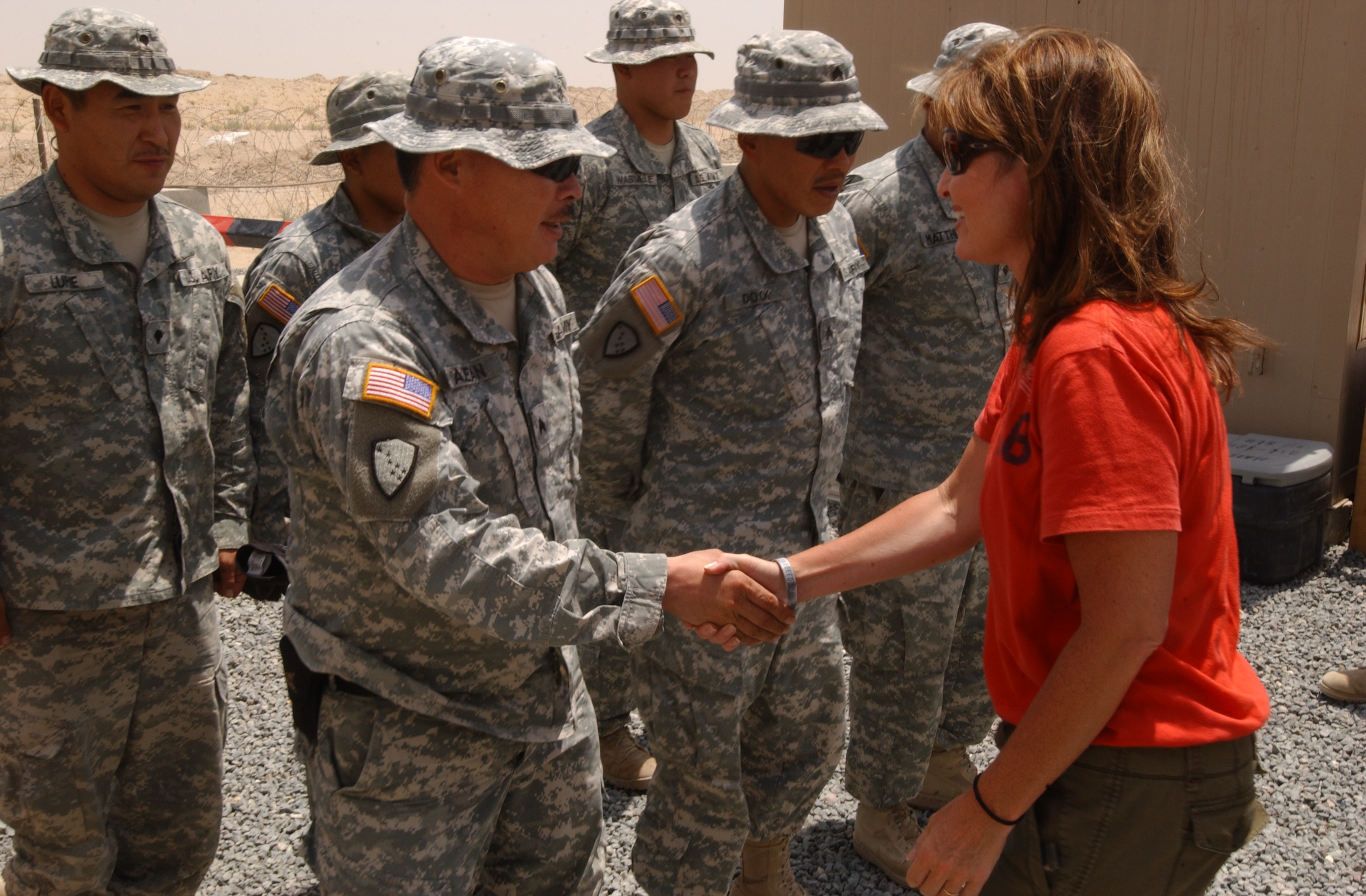
Sarah Palin rencontrant des militaires de la garde nationale de l'Alaska au Koweït en 2007.

Après avoir durant la campagne électorale mis l'accent sur les problèmes de transport, d'éducation et de sécurité publique, elle est élue gouverneur républicain de l'Alaska, le 7 novembre 2006, avec 49 % des voix contre 41 % au démocrate Tony Knowles, ancien gouverneur de 1994 à 2002, et 10 % au candidat indépendant, Andrew Halcro. Son colistier, élu au poste de lieutenant-gouverneur, est Sean Parnell.
Un de ses premiers gestes est de mettre en vente aux enchères sur eBay l'avion d'affaires de fonction de son prédécesseur, vente qui tourne court, puis d'arrêter en septembre 2008 la construction du « Pont vers nulle part (en) » (the Bridge to Nowhere), qui devait relier la petite ville de Ketchikan (9 000 habitants) à l'île de Gravina, sur laquelle ne réside qu'une dizaine de personnes (et où est situé le second aéroport d'Alaska). Elle augmente également la taxe sur les bénéfices des compagnies pétrolières.
Son action comme gouverneur lui permet de voir sa cote de popularité atteindre, en 2008, 80 % d'opinions favorables en Alaska.
Obtenant son premier passeport en 2006, elle accomplit comme gouverneur, un voyage, en 2007, auprès des troupes de la garde nationale d'Alaska stationnées au Koweït et en Irak. Hormis quelques visites au Canada, c'est son seul séjour à l'étranger de toute sa vie.
Le 10 juillet 2009, elle signe une résolution affirmant la souveraineté de l'Alaska sur les domaines non explicitement du ressort du gouvernement fédéral. Cette résolution non contraignante se base sur le dixième amendement de la Constitution des États-Unis[réf. nécessaire].
À la surprise générale, elle annonce le 3 juillet 2009 lors d'une conférence de presse qu'elle a décidé de ne pas se représenter aux élections de gouverneur en 2010, et qu'en conséquence elle démissionne de son poste de gouverneur à compter du 26 juillet 2009. Les commentateurs s'interrogent sur le sens de cette démission : abandon de la vie politique, préparation pour les élections présidentielles de 2012, inquiétude devant les investigations des médias, protection de sa famille et notamment de son bébé trisomique sont quelques-unes des hypothèses avancées,. Cette démission inattendue lui attirera des critiques de la part des Alaskans.

### Candidate à la vice-présidence des États-Unis (2008)

#### Annonce comme colistière de John McCain
Elle est choisie comme colistière du candidat républicain à la présidence des États-Unis, John McCain, le 29 août 2008.
Pour beaucoup d'analystes[Qui ?], ce choix est surtout dicté par le souhait du camp républicain de récupérer les électeurs démocrates partisans d'Hillary Clinton. Lors de son premier discours comme candidate à la vice-présidence à Dayton dans l'Ohio, elle félicitera d'ailleurs Hillary Clinton pour sa campagne. D'autres[Qui ?] notent que John McCain s'affranchit de la tendance pro-business du parti républicain qui voulait lui imposer Mitt Romney pour choisir une femme originaire d'une famille modeste, mariée à un syndicaliste, conservatrice en matière de valeurs, qui a augmenté les taxes sur l'industrie pétrolière en Alaska.
Le pari que fait John McCain, pour s'attacher la droite du parti, en choisissant comme colistière une femme conservatrice quasi inconnue sur le plan national semble tout d'abord lui réussir puisqu'il recueille 7 millions de dollars en deux jours.

#### Critiques démocrates et médiatiques
Certains démocrates s'en prennent rapidement au choix de Sarah Palin. Ainsi, Robert Wexler, un représentant de Floride, membre de l'aile gauche du parti démocrate et partisan de Barack Obama, connu pour avoir soutenu une procédure d'impeachment contre George W. Bush, accuse Sarah Palin d'avoir soutenu, lors de l'élection présidentielle de 2000, la candidature de Pat Buchanan, ancien conseiller politique des présidents Richard Nixon, Gerald Ford et Ronald Reagan, aujourd'hui commentateur politique sur la chaîne MSNBC, qui serait selon lui « un antisémite déclaré » et un opposant à l'existence de l'État d’Israël, y voyant une « insulte faite à tous les juifs d’Amérique ». Cette accusation est rapidement démentie par l'équipe de McCain qui rappelle que Sarah Palin était membre de l'équipe de campagne du républicain Steve Forbes en 2000. Sarah Palin elle-même reconnaît avoir reçu Buchanan à Wasilla en 1999, mais aucun soutien public ou financier de sa part n'est démontré même si Buchanan reconnaît de son côté avoir également rencontré en 1996, Sarah Palin et son mari.
Afin de couper court aux rumeurs circulant sur Internet, alimentées notamment par un collaborateur du blog de gauche Daily Kos, selon lesquelles son fils de 4 mois, Trig, serait en fait celui de sa fille aînée Bristol, 17 ans, l'équipe de campagne de John McCain, démentant ces affirmations, annonce cependant que Bristol Palin est enceinte de cinq mois et va se marier avec le père de l'enfant à naître.
L'annonce de cette grossesse, révélée au début de la convention nationale républicaine, loin de diviser, paraît finalement souder entre eux les républicains, notamment les conservateurs et les chrétiens évangéliques, dans la défense des valeurs familiales, ces derniers n'omettant pas au passage de faire remarquer que la colistière de John McCain mettait en pratique la ligne anti-avortement qu'elle défendait publiquement.
L'annonce de la grossesse est suivie par une autre révélation de la presse selon laquelle Sarah Palin est soupçonnée d'abus de pouvoir pour avoir procédé à un licenciement pour raisons personnelles et non professionnelles, du commissaire à la Sécurité publique de l'Alaska. La cause réelle et inavouée de ce licenciement aurait été que celui-ci avait refusé de licencier Mike Wooten, membre de la police de l'État et beau-frère de la Gouverneur, engagé dans une procédure de divorce avec la sœur de Sarah Palin. Wooten avait notamment utilisé un pistolet à impulsion électrique sur le fils de sa femme et avait été, par ailleurs, l'objet de réprimandes disciplinaires à plusieurs reprises. Si Sarah Palin dément en bloc l'accusation d'abus de pouvoir, une enquête interne est menée par la commission législative du sénat de l'Alaska. Dans un article de l’Anchorage Daily News, l'ancien commissaire à la Sécurité publique, licencié en juillet 2008 après avoir refusé un changement d'affectation, affirme n'avoir jamais reçu d'ordre direct de licencier l'ex-beau frère de Sarah Palin mais affirme cependant que le fait que Wooten travaille toujours dans la police d'État (state troopers) avait été plusieurs fois évoqué par le gouverneur, des membres de son équipe et par son mari. Le 10 octobre, le rapport de Stephen Branchflower, mandaté par le sénat de l'Alaska pour enquêter sur le sujet, conclut que Sarah Palin a violé les règles éthiques de l'État d'Alaska,.
Les médias rapportent ensuite que Sarah Palin aurait été membre, pendant au moins deux ans au début des années 1990, du Parti pour l'indépendance de l'Alaska (AIP), affilié nationalement au Parti de la Constitution conservateur, et dont le programme est notamment la sécession de l'Alaska des États-Unis. Or, il s'avère finalement que seulement son mari aurait en réalité été membre de ce parti, Sarah Palin ayant adhéré au Parti républicain en 1982 sans jamais rejoindre l'AIP ou d'autres partis que ce soit.
Elle est par ailleurs vilipendée pour avoir prétendument fait interdire Harry Potter à la bibliothèque de sa ville de Wasilla en 1996, alors qu'à cette date l'auteur, J. K. Rowling, n'avait encore rien publié. Elle a également été accusée d'avoir déclaré que la guerre d'Irak était une « mission de Dieu » alors que les propos remis dans leur contexte prouvent qu'elle s'adressait à des jeunes paroissiens auxquels elle demandait de prier pour que les dirigeants du pays n'envoient des troupes en Irak, dont son propre fils, que pour des tâches qui, elle espère, sont celles voulues par Dieu.
Peu avant son intervention à la convention nationale républicaine réunie à Saint Paul (Minnesota) et au cours d'une conférence de presse houleuse, un groupe de femmes républicaines, emmenées par Carly Fiorina, l'ex-présidente de Hewlett-Packard, qualifia de « sexistes » les critiques portées contre Sarah Palin et son inexpérience supposée fondée sur la gestion d'une ville de moins de 10 000 habitants et d'un des États nord-américains les moins peuplés. Par ailleurs, elles enjoignaient aux médias de ne pas traiter la candidate républicaine comme ils avaient traité Hillary Clinton lors de sa confrontation avec Barack Obama durant les primaires démocrates.
Le 29 septembre 2008, le quotidien californien Los Angeles Times relaie les propos de Philip Munger, un ancien professeur de musique d'un lycée de Wasilla, militant démocrate opposé à Palin et blogueur progressiste, lequel affirme que Sarah Palin lui aurait confié en 1997 qu'elle croyait que « les dinosaures et les hommes avaient vécu en même temps sur Terre, il y a six mille ans ».
En septembre 2008, une vidéo postée sur la plateforme YouTube montre la candidate républicaine à la vice-présidence recevant une bénédiction du pasteur Thomas Muthee dans l’Église de l’Assemblée de Dieu, afin de la protéger de la « sorcellerie ».
Sarah Palin a également été critiquée pour son ignorance dans de nombreux domaines, notamment géopolitiques. Un journaliste de Fox News Channel, une chaîne pourtant alliée au camp républicain,,, rapporta l'information selon laquelle la candidate pensait que l'Afrique était un pays, et non un continent,. La candidate se révéla également incapable de citer les trois pays membres de l'Accord de libre-échange nord-américain. Sarah Palin s'en défendra après la campagne, en affirmant que ces propos étaient faux ou avaient été sortis de leur contexte.

#### Convention nationale républicaine

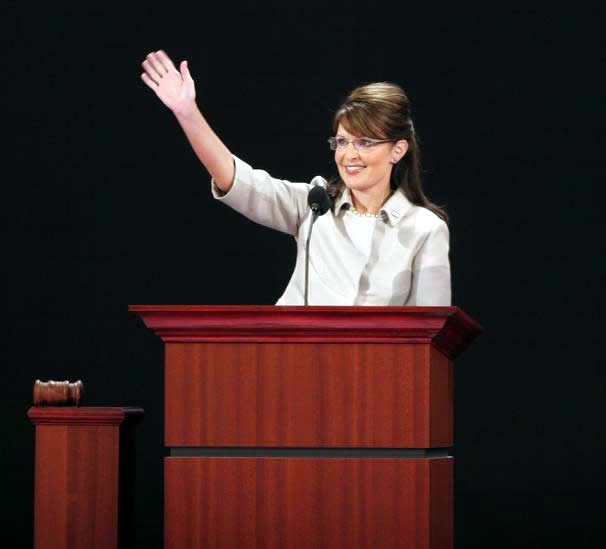
Sarah Palin lors de son discours à la convention nationale républicaine le 3 septembre 2008.

Lors d'un discours de quarante minutes à la convention nationale républicaine, où elle reçoit le soutien appuyé de plusieurs de ses pairs comme Linda Lingle, Sarah Palin se présente comme une élue locale dénigrée et victime des médias élitistes du pays. À leur adresse, elle déclare qu'elle ne va pas « à Washington pour obtenir leur approbation » mais qu'elle y va « pour servir le peuple de ce pays ». Elle expose également sa vision de la politique et accuse Barack Obama de n'être qu'« une célébrité » qui « de sa vie n’a jamais eu à prendre de décisions ou à diriger », qui « n'a écrit que deux autobiographies, mais aucune loi » et qui « peut délivrer un discours entier sur les guerres menées par l'Amérique et ne jamais utiliser le mot victoire... excepté quand il parle de sa campagne ». Elle le qualifie ainsi de « candidat qui se sert du changement pour promouvoir sa carrière » alors que selon elle, John McCain « utilise sa carrière pour promouvoir le changement ». Revendiquant son expérience de maire d’une petite ville, elle rétorque aussi que le candidat démocrate ne dispose quant à lui que d'une expérience « d'organisateur communautaire à Chicago » et n'a jamais été, comme elle, à un poste à responsabilité, estimant que dans un « monde de menaces et de dangers », il n'est pas besoin d'un simple organisateur. À la fin de son intervention marquée par une relance offensive de la « guerre des cultures » avec les démocrates et par quelques remarques humoristiques — « La différence entre une hockey mom et un pitbull ? — Le rouge à lèvres ! » —, elle est rejointe sur scène par toute sa famille et par John McCain faisant là une traditionnelle apparition surprise.
Ce discours de Sarah Palin ainsi que sa performance devant les 20 000 militants du Xcel Energy Center reçoivent les éloges de la presse américaine, The Wall Street Journal comparant Sarah Palin à Margaret Thatcher, ancien premier ministre britannique. The New York Times reconnaît sa performance ainsi que The Washington Post qui qualifie le discours d'événement politique réussi ayant permis à Sarah Palin de passer du statut de risée à celui de star nationale.
Le discours a été regardé par 37,2 millions de téléspectateurs, soit presque autant que les 38,4 millions de Barack Obama, et beaucoup plus que les 24 millions du colistier démocrate, Joe Biden,.

#### Campagne

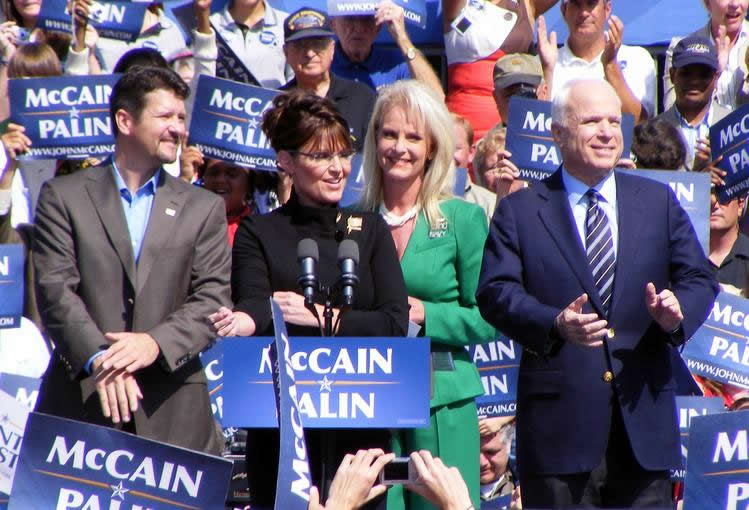
John McCain et Sarah Palin en campagne avec au second plan Cindy McCain et Todd Palin.

Sarah Palin accorde à Charles Gibson — journaliste sur ABC où il anime l'émission ABC World News with Charles Gibson — son premier entretien télévisé depuis sa nomination comme colistière de John McCain. Diffusé les 11 et 12 septembre, cet entretien a été consacré à la politique étrangère puis à la politique nationale.
Le 2 octobre se tient à l'université Washington de Saint-Louis (Missouri) le premier débat télévisé entre Sarah Palin et Joe Biden, candidat démocrate à la vice-présidence. Suivi par une audience record de 69,9 millions de téléspectateurs, ce débat a vu Joe Biden sortir vainqueur selon les sondages réalisés par CNN et CBS et Sarah Palin regagner en crédibilité,,. Durant ce débat, elle défend l'intensification des forages pétroliers en popularisant notamment le slogan « Drill, baby, drill ».
Plusieurs de ses déclarations, jugées maladroites ou atypiques, sont reprises et commentées dans les médias. Pour justifier de son expérience internationale lors d'un entretien télévisé, la candidate déclare que la Russie est voisine de l'Alaska, sans davantage d'explications sur son implication et sa connaissance des enjeux mondiaux. Elle semble également ne pas connaître, ou ne pas pouvoir définir, la doctrine Bush et se révèle incapable de donner un exemple des initiatives de régulation économique de John McCain. Dans une autre interview, Palin refuse de citer le nom d'un journal ou une revue qu'elle serait susceptible de lire, alors que la journaliste le lui demande expressément. Ces déclarations nourrissent le doute sur ses capacités à assurer la tâche visée — y compris au sein même du parti républicain,. Des tensions sont également relevées entre les équipes de Palin et celles de McCain.
Sarah Palin provoque ainsi au fil des mois des réactions souvent passionnées, et suscite de nombreux commentaires ou imitations. Un film pornographique en fait son héroïne (la femme politique est incarnée par l'actrice X Lisa Ann, qui reprendra plus tard ce rôle dans un clip d'Eminem) et la comédienne, scénariste et productrice Tina Fey l'imite plusieurs fois dans l'émission Saturday Night Live. Lors d'un sketch, Tina Fey se contente de reprendre des déclarations entières de Sarah Palin sans quasiment en changer un seul mot,.

#### Réactions ultérieures
En 2018, McCain exprima dans ses mémoires peu avant sa mort son regret d'avoir choisi Palin comme collistière ; elle conteste l'authenticité de ces propos. Lors de son décès, elle rend un vibrant hommage au sénateur mais tout comme Donald Trump, elle n'est pas conviée aux funérailles.
Barack Obama en 2020 dans Une terre promise dénonce l'inexpérience de sa candidature et ses propos qui ont amené le GOP à des positions anti-intellectuelles et xénophobes.

### Après la campagne (depuis 2009)

#### Going Rogue
Le 17 novembre 2009, elle publie sous le titre Going Rogue: An American Life des mémoires dans lesquels elle revient sur l'importance de la foi, la campagne présidentielle américaine de 2008 et les médias américains. Le titre du livre s'inspire d'une expression utilisée par John McCain pour décrire son comportement durant la campagne ; son sous-titre fait, quant à lui, référence aux mémoires de Ronald Reagan, publiés en 1990. Moins d'une semaine après sa sortie, plus d'un million d'exemplaires en avaient été vendus, dont 300 000 le jour même. Ce succès est comparable aux ventes des mémoires de Bill Clinton, Hillary Clinton ou encore Barack Obama,,. Afin de promouvoir le livre, Sarah Palin, accompagnée de sa famille, s'est rendue en bus dans onze États et a fait de nombreuses apparitions télévisées, notamment au Oprah Winfrey Show le 16 novembre 2009.
Un second livre, intitulé America by Heart: Reflections on Family, Faith, and Flag, est paru en 2010,,.

#### Activités médiatiques
En janvier 2010, Sarah Palin signe un contrat de trois ans avec la chaîne Fox News pour donner ses commentaires sur l'actualité et pour présenter un show sur les héros méconnus de l'Amérique. Elle cesse cette activité en janvier 2013.
À partir du 14 novembre 2010, elle présente Sarah Palin's Alaska, une série documentaire en huit épisodes consacrée à l'Alaska et diffusée sur TLC,,.
En juillet 2014, elle lance sa propre chaîne de télévision, via Internet et intitulée Sarah Palin Channel, afin d'établir une « connexion directe » avec ses partisans et bousculer le politiquement correct,.
En 2020, elle participe au télécrochet The Masked Singer. Elle est éliminée au septième épisode.

#### Pink Elephant Movement
Le 6 février 2010, à Nashville (Tennessee), Sarah Palin a participé à la première convention nationale du Tea Party Movement, critiquant notamment la politique fiscale et étrangère de Barack Obama.
Au cours de l'année 2010, elle s'est attachée à lancer un nouveau Pink Elephant Movement afin de promouvoir la candidature de femmes au sein du Parti républicain,,. En vue des élections de mi-mandat (novembre 2010), elle a ainsi soutenu la candidature d'une cinquantaine de candidats républicains, principalement des femmes comme Carly Fiorina au poste de gouverneur de Californie ou de Nikki Haley au poste de gouverneur de Caroline du Sud, créant alors le terme de Mama Grizzly pour définir ces femmes.
Sa campagne pour les élections de mi-mandat a été perçue comme agressive par de nombreux journalistes ou membres du Parti démocrate. Ils lui reprochent, à l'instar du Tea Party, d'avoir inutilement durci sa rhétorique, d'avoir empoisonné l'atmosphère politique et d'avoir radicalisé les débats au point d'encourager des comportements agressifs en créant un sentiment de méfiance à l'égard des représentants politiques,,. Après la fusillade de Tucson, ils ont rappelé les mots que la candidate avait employés à destination de ses adversaires (« Ne reculez pas, rechargez [vos armes] » ou bien encore « Considérez les circonscriptions électorales comme des cibles dans un collimateur »). Sur son site internet, Sarah Palin proposa une carte des représentants démocrates « à abattre » métaphoriquement, figurés par la lunette d'un fusil de chasse. La représentante du Congrès Gabrielle Giffords, atteinte à la tête par un tueur en janvier 2011, y était représentée. Sarah Palin s'est ensuite défendue de ces accusations.
Le 6 octobre 2011, elle renonce à se présenter à l’élection présidentielle de 2012.
En décembre 2015, elle compare la députée française du Front national, Marion Maréchal Le Pen, à Jeanne d'Arc et déclare : « J’ai un coup de cœur politique, mais je ne pouvais voter, parce qu’elle se présentait en France ».
Le mois suivant, elle soutient Donald Trump, candidat aux primaires présidentielles du Parti républicain américain de 2016. Après son élection, elle est pressentie pour devenir ambassadrice des États-Unis au Canada.

#### Candidatures à la Chambre des représentants des États-Unis
Sarah Palin se présente à l'élection partielle d'août 2022 afin de devenir représentante des États-Unis pour l'Alaska. Soutenue par Donald Trump, elle fait face à la candidature du républicain Nick Begich III, finalement éliminé au premier tour ; avec 48,5 % des voix, elle est battue au second tour par la démocrate Mary Peltola. Elle se présente de nouveau lors des élections de novembre 2022, lors desquelles elle parvient également à éliminer Nick Begich, avant de s'incliner face à Mary Peltola avec 45 % des suffrages,.

## Positionnement politique
Sarah Palin est considérée comme une « républicaine conservatrice ».
Sur les sujets de société, elle est « pro-vie » (pro-life), c'est-à-dire qu'elle souhaite défendre la vie de la conception à la mort naturelle. Elle est donc hostile à l'avortement, même en cas de viol ou d'inceste,, à moins que la vie de la mère soit menacée. En juillet 2010, elle déclare également que les vraies féministes sont les républicaines dans le sens où elles déclarent aux femmes qu'elles sont assez fortes pour à la fois mener une carrière professionnelle de front, faire des enfants et les éduquer, tout cela sans nécessairement recourir à l'avortement.
Membre de la National Rifle Association à l'instar de la plupart des Alaskans, Sarah Palin a salué la décision de la Cour suprême des États-Unis mettant fin à l'interdiction de porter des armes dans la capitale du pays. Favorable à la peine de mort, elle est également opposée au mariage homosexuel et aux cours d'éducation sexuelle à l'école, préférant prôner l'abstinence sexuelle avant le mariage. Elle estime par ailleurs que le créationnisme et la théorie de l'évolution doivent être enseignés dans les écoles mais que le créationnisme ne doit pas nécessairement faire partie du cursus scolaire.
Sur les questions économiques, Sarah Palin se considère fiscalement conservatrice, encourageant le libéralisme économique pour assurer la compétitivité des entreprises. En tant que gouverneur de l'Alaska, elle s'est attachée à réduire les dépenses de l'État.
Sur l'environnement, elle a affirmé à plusieurs reprises que le réchauffement climatique n'était peut-être pas un problème créé par l'Homme. Comme gouverneur de l'Alaska, elle a porté plainte à Washington D.C. pour contrer la décision du gouvernement de George W. Bush de placer l'ours polaire sur la liste des espèces menacées. Elle est par ailleurs la cible de nombreuses associations de défense animale, après expression, en 2008, de son soutien au développement de la chasse en hélicoptère des loups et des ours polaires : on lui reproche sa méconnaissance de l'état des populations animales, ainsi que la barbarie qu'elle entretiendrait à travers ce mode de chasse[réf. nécessaire].
Sur les questions énergétiques, elle est partisane de la construction d'un gazoduc pour transporter le gaz naturel à travers l'Alaska et de l'ouverture à la prospection de la réserve naturelle de l'Arctique (Arctic National Wildlife Refuge). Elle est également favorable au développement des centrales nucléaires et des ressources alternatives comme l'énergie solaire, l'éolien et la géothermie.

## Image publique
En juin 2008, l'Association des anciens élèves du North Idaho College a décerné à Palin son Distinguished Alumni Achievement Award.
En avril 2010, elle a été sélectionnée comme l'une des 100 personnes les plus influentes au monde par le magazine Time.

## Vie privée

### Foi
Baptisée catholique, elle est rebaptisée à l'âge de douze ans à Beaver Lake et assiste aux offices de l'Assemblée de Dieu de Wasilla, une congrégation pentecôtiste qu'elle a fréquentée jusqu'en 2002 et dans laquelle elle a fait baptiser ses propres enfants. 
En 2008, elle a affirmé être une chrétienne croyant à la Bible, membre d’une église non confessionnelle. La Wasilla Bible Church a été considérée comme son église depuis 2002, ainsi que la Church on the Rock. En raison de ces appartenances multiples, certains spécialistes considèrent qu’elle fait partie de ce qu'on appelle le « christianisme post-confessionnel » (post-denominationalist Christianity), un mouvement charismatique.

### Famille

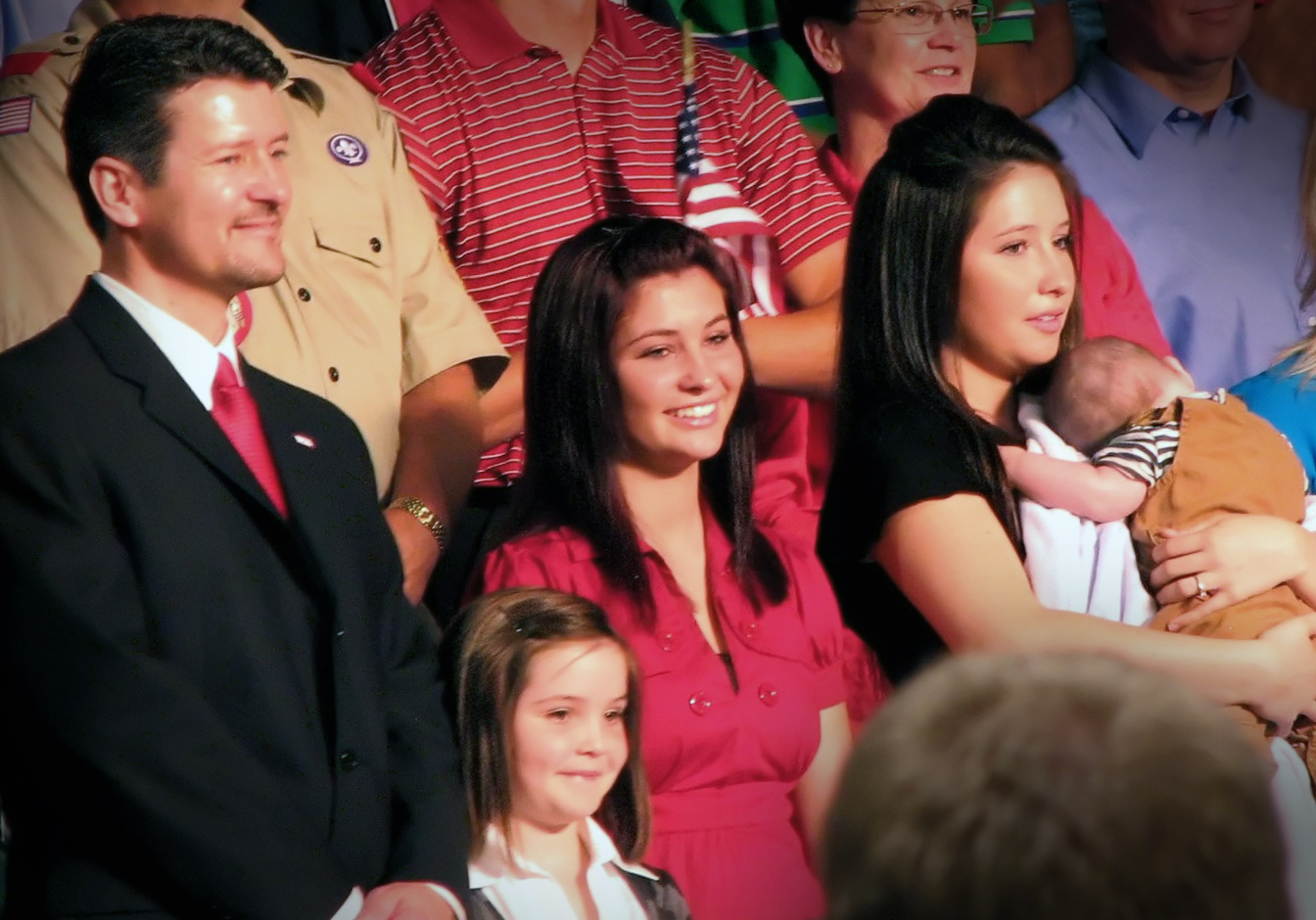
Todd, Piper, Willow, Bristol et Trig Palin lors de la présentation de Sarah Palin comme colistière de John McCain (Dayton, 29 août 2008).

Mariée à Todd Palin de 1988 à 2020, elle a cinq enfants : trois filles (Bristol, née en 1990 ; Willow, née en 1994 ; et Piper, née en 2001) et deux garçons (Track, né en 1989, engagé dans l'United States Army le 11 septembre 2007, parti en Irak le 11 septembre 2008 avec la 25e division d'infanterie et Trig, né le 18 avril 2008). Trig, son dernier enfant, est atteint de la trisomie 21 ; bien que cette affection eût été détectée pendant la grossesse, Sarah Palin choisit de garder l'enfant,,.
Son ex-mari, Todd Palin, qu'elle a épousé le 29 août 1988 et dont la grand-mère maternelle est d'origine yupik, est pêcheur dans la baie de Bristol pendant l'été et travaille le reste de l'année pour BP sur le champ pétrolier du North Slope. Membre du syndicat des travailleurs de l'acier (United Steelworkers), il est également champion de motoneige, remportant quatre fois (1995, 2000, 2002, 2007) la course Tesoro Iron Dog reliant Wasilla à Fairbanks via Nome et longue de plus de 3 000 kilomètres,. Sarah et Todd Palin se séparent en 2019 et divorcent en 2020.
Le 2 septembre 2008, Sarah Palin et son mari annoncent publiquement la grossesse de leur fille aînée Bristol, âgée de dix-sept ans, annonçant également qu'elle devait « se marier avec le futur père », Levi Johnston, ancien joueur de hockey sur glace au Wasilla High School où il était scolarisé,. Le 29 décembre, Bristol accouche de Tripp. Le 11 mars 2009, Levi Johnston annonce leur rupture, décidée mutuellement depuis « quelque temps ».
Le mode de vie de Sarah Palin, typique de l'Alaska, a contribué à son image : elle mange des hamburgers d'élan, vit au bord d'un lac, pratique la pêche sur glace, fait de la motoneige, chasse, et est membre de la NRA et possède un hydravion,.

#### Les Palin et la télé réalité
Sa fille, Bristol, décide en septembre 2010 de participer à l'émission de téléréalité Dancing with the Stars. Malgré des scores décevants, elle atteint la troisième place le soir de la finale avec son partenaire de danse Mark Ballas, en novembre 2010, derrière Kyle Massey et la gagnante Jennifer Grey. L'émission est diffusée sur ABC.
Elle est également à l'écran dans la série d'épisodes consacrés à sa mère, dans Sarah Palin's Alaska sur la chaîne TLC, entre fin 2010 et début 2011.
À partir du 19 juin 2012, elle a sa propre émission de télé réalité, Bristol Palin: Life's a Tripp (en). On suit la jeune femme dans sa vie de tous les jours avec son fils Tripp. L'émission est diffusée sur Lifetime.
En septembre 2012, la fille de Sarah Palin est de nouveau candidate à l'émission Dancing with the Stars, pour la saison 15 (All Stars). C'est toujours Mark Ballas qui est son partenaire de danse. Au bout de 21 jours de compétition, elle est éliminée.
Le mari de Sarah Palin, Todd, participe pendant l'été 2012 sur NBC à Stars Earn Stripes. Parmi les autres participants, on retrouve Laila Ali, Dean Cain ou encore Terry Crews. Cette émission fait scandale, mettant en scène huit célébrités à l'entraînement pour une guerre. Il est éliminé avant la finale.
En mars 2014, elle lance sa propre émission de télé-réalité intitulée Amazing America, consacrée à la « liberté aux États-Unis ».
En 2020, Sarah Palin participe à la troisième saison de l’émission américaine The Masked Singer, chantant Baby Got Back de Sir Mix-a-Lot sous le costume de l’ourse.

### Hockey sur glace
Palin est considérée comme la plus célèbre hockey mom de son pays parce que ses enfants ont pratiqué le hockey sur glace. Le 22 septembre 2008, les Condors de Bakersfield de l'ECHL lui ont proposé de devenir vice-présidente de l'équipe.
Le 11 octobre 2008, à Philadelphie, elle fait la mise en jeu du premier match de la saison des Flyers de Philadelphie de la Ligue nationale de hockey alors que ceux-ci sont opposés aux Rangers de New York.

## Publications
- Going Rogue: An American Life (2009)
- America by Heart: Reflections on Family, Faith, and Flag (2010)
- I Hope Like Heck (2011)
- Good Tidings and Great Joy: Protecting the Heart of Christmas (2013)
- Sweet Freedom: A Devotional (2015)

### Téléfilm
- Julianne Moore l'interprète dans le téléfilm Game Change de Jay Roach en 2012.